# Sztepanakerti támadás
Sztepanakert bombázása (örményül: Ստեփանակերտի ռմբակոծություններ) 2020. szeptember 27-én kezdődött a 2020-as hegyi-karabahi háborúban. Sztepanakert a saját magát hivatalosan Azerbajdzsánon belül lévő, attól magát függetlennek nyilvánító Arcah Köztársaság fővárosa. Nemzetközi harmadik felek is megerősítették, hogy Azerbajdzsán kazettás bombákkal lőtte Sztepanakert polgári célú területeit is. Ezt Azerbajdzsán visszautasította.

## Előzmények
Az összecsapások annak a 2020-as hegyi-karabahi háborúnak a részei, melyet az örmény többségű Hegyi-Karabah hovatartozásáért vívtak. A terület de jure Azerbajdzsánhoz tartozik, de de facto azt az Arcahi Köztársaság ellenőrzi, melyet Örményország támogat. A területet történelmileg az örmények lakták és kormányozták. 1921-ben Sztálin Hegyi-Karabahot az ott lakó többségi örmények akarata ellenére a szovjet Azerbajdzsán autonóm régiójaként szervezte meg. Etnikai villongások az 1980-as évek végén kezdődtek, melyek 1991-ben a Szovjetunió felbomlása után teljes értékű háborúvá alakultak át. Az első hegyi-karabahi háború után több mint 500.000 azerinek kellett elmenekülnie, akik korábban a területen és a környező tartományokban laktak. A háborút 1994-ben tűzszünet zárta le, melynek értelmében az Arcah Köztársaság ellenőrizhette Hegyi-Karabah és a környező Ağdam, Cəbrayıl, Füzul, Kəlbəcər, Qubadlı,  Laçın és Zəngilan területét. Hegyi-Karabah 1991-ben népszavazást tartott a függetlenségről, melyben az Azerbajdzsántól való elszakadásról szavaztak. Azerbajdzsán nem ismerte el a terület függetlenségét, és az 1994-es tűzszünetig folytatódott a háború.
Három évtized alatt a tűzszüneti megállapodást többször megsértették, melyek közül az aktuális konfliktus előtt a legsúlyosabb a 2016-os hegyi-karabahi összetűzések voltak. 1994-ben az EBESZ Minszki Csoportja egy hosszú tárgyalássorozatba kezdett, melynek a béke elérése volt a célja. Míg az nem világos, a terület jelenlegi lakói hogyan akarják irányítani a régiót, a felmérések szerint nem akarnak Azerbajdzsánhoz tartozni.  2019. augusztusban Nikol Pasinján örmény elnök Hegyi-Karabahba látogatott, s ekkor egy precedens nélküli közleményt adtak ki, melyben ez állt: „Arcah Örményország része. Stop.”
2020. júliusban összetűzések voltak Azerbajdzsán és Örményország határán. Erre válaszul több ezer azeri tüntetett azért, hogy háború induljon Örményország ellen. Törökország a propagandában támogatásáról biztosította Azerbajdzsánt.
2020. július 23-án Örményország bejelentette, hogy Oroszországgal közösen légvédelmi gyakorlatokat hajtanak végre, és kielemzik a 2020. júliusi összecsapásokat. Egy héttel később, 2020. július 29. és augusztus 10. között Azerbajdzsán hajtott végre katonai hadgyakorlatokat, melyeket szeptemberben Törökország bevonásával újabbak követtek. Az, hogy Törökország támogatta Azerbajdzsánt, kapcsolatban lehet azzal, hogy az ország neo-ottomán expanziós külpolitikát folytat, politikáját pedig összeköti a szíriai, iraki és földközi-tengeri terjeszkedéseivel.
Az összecsapások megkezdése előtt olyan hírek kezdtek terjedni, melyek szerint több száz szíriai katona érkezne Azerbajdzsánba,  míg az elnökhöz közeli média szerint a Kurd Népvédelmi Egységek és a Kurdisztáni Munkáspárt képviselői mentek át a Hegyi-Karabahba, hogy ott az örmény milicistákat képezzék ki Azerbajdzsán ellen. Azerbajdzsán és Örményország is tagadta, hogy külföldi katonák segítenék őket.

## Bombázás
Nemzetközi, harmadik felek is megerősítették, hogy Sztepanakertben és Hegyi-Karabahban Azerbajdzsán betiltott kazettás bombákat használt civilek lakta területek ellen. A jelentések szerint Azerbajdzsán 2020. szepmteber 27. óta használ rakétákat és kazettás bombákat. 2020. szeptember 27. és október 10. között mintegy 180 kazettás bombát dobtak le. Az örmény szakértők egy szovjet gyártású Szmercs rakétát azonosítottak, 9N235 lőszerrel. Összesen 72 bomba szóródott szét. Izraeli M095 DPICM kazettás bombákat is azonosítottak.
A Human Rights Watch egy 2020. októberi helyszíni hegyi-karabahi bejárása során négy olyan incidenst dokumentált, mikor Azerbajdzsán izraeli készítésű kazettás robbanószereket használt polgári területek ellen Hegyi-Karabahban. A HRW vizsgáló csapata semmilyen katonai létesítményt nem talált a polgári övezetben, ahova ezek a kazetta bombák becsapódtak. A HRW elítélte a fegyvernek a polgári lakosság által lakott területek elleni bevetését. Stephen Goose, a Human Rights Watch fegyver részlegének a vezetője és a Kazettás Fegyverek Koalíció elnöke szerint „a kazettás fegyverek folyamatos használata, főleg azok civil lakosok által lakott területeken történő bevetése azt mutatja, botrányosan semmibe veszik a polgárok biztonságát.” Hozzátette, hogy „azonnal abba kell hagynia Azerbajdzsánnak a kazettás lőszerek használatát, mert ezzel a polgári lakosságra éveken át leselkedő veszélyt növelik.” A HRW vizsgáló csapata azt is megjegyezte, hogy a bombázásban több polgári létesítmény, így több játszótér, üzlet és ház is komolyan megrongálódott.
Több újság is beszámolt róla, hogy az azerbajdzsáni rakéta- és dróntámadások miatt elterjedt Sztepanakertben a koronavírus, mivel a lakosságnak tömött bunkerekben kell élnie, és bonyolult a tesztelés valamint a kontaktkutatás.

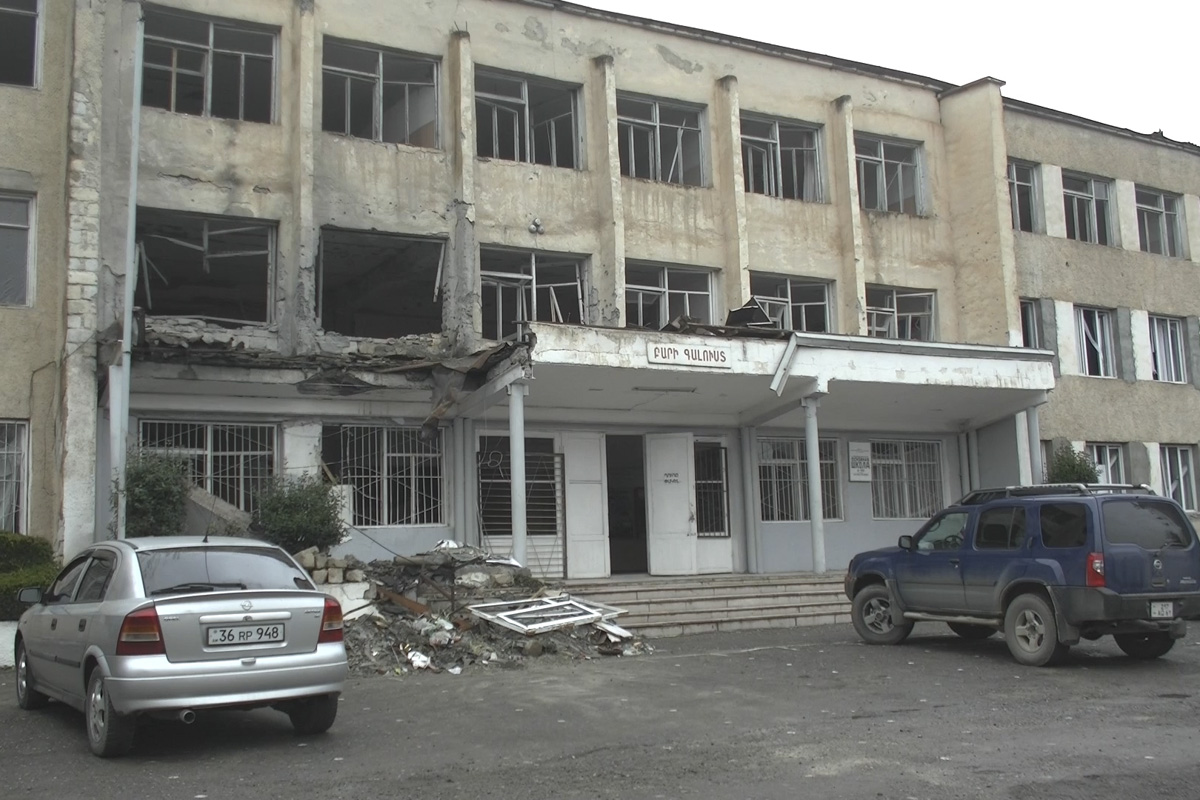
Egy részben lerombolt iskola Sztepanakertben

Az önmagát függetlennek kikiáltó Arcahi Köztársaság Elnöki Irodája szerint az összetűzés 0803-kor kezdődött, mikor az azeri erők tüzérséggel és légi úton is megtámadtak több polgári települést, többek között a fővárost, Sztepanakertet is. A hatóságok sürgették a lakosságot, hogy vonuljanak óvóhelyekre. Sztepankertnben megszólalt a légoltalmi sziréna. Több mint egy tucatnyi ember megsérült, köztük egy nő és egy gyermek is).  Azerbajdzsán visszautasította a vádakat.
Nagyjából 14:00 óra környékén jelentette be Azerbajdzsán, hogy neki állt Sztepanakert bombázásának. Ennek eredményeképp a Vészhelyzeti Minisztérium épülete és a közelében parkoló autók megsemmisültek. Támadtak még lakóövezetet és egy katonai kórházat is. A jelentések szerint 1 polgári lakos meghalt, 4 megsebesült.
Az örmény kormány Egyesített Információs Centruma szerint Sztepanakertet szombaton reggel ismét bombázták. A "Caucasian Knot" tudósítója arról számolt be 11:00 órakor, hogy az azeriek abbahagyták a támadást. A lakosok az óvóhelyeken maradtak, a lakosokat pedig légi szirénákkal figyelmeztették. A nap folyamán három robbanást lehetett hallani.
Az örmény kormány Egyesített Információs Centruma szerint az azeriek lőtték a sztepanakerti szülészetét is.
2020. december 11-én a Human Rights Watch egy összesítő jelentést adott ki Azerbajdzsán eseteiről, mikor szabályokat sértett. Ebben benn van, hogy Sztepanakertnél kazettás lövedékeket, Szmercseket, Grad rakétákat használtak még olyankor is, mikor nyoma sem volt a polgári területen katonai létesítménynek. A riportban megemlítik, mikről beszéltek októberben a 19 megkérdezettel a támadások helyszínén, és leírják, hogyan hatott Sztepanakertre a bombázás. Az HRW egy nyilatkozatot is mellékelt a jelentéshez, mely szerint „Ezek a támadások diszkriminatívak, és megsértik a háborús jogot, mert nem tesznek különbséget civilek, illetve civil építmények és katonai célpontok között.”